# Бланш Дюбуа
Бланш Дюбуа (англ. Blanche DuBois) — персонаж пьесы Теннесси Уильямса «Трамвай «Желание»».

## Обзор персонажа
Бланш Дюбуа прибывает без гроша в кармане, хотя и с таким же отношением, как у богатой женщины, в Новый Орлеан, чтобы остаться со своей сестрой Стеллой и зятем Стэнли Ковальски . Бывшая школьная учительница из богатой семьи, она была выселена из своего семейного дома, Белль Рив, после того, как смерть нескольких членов семьи уничтожила её и наследство Стеллы. Позже также выяснилось, что несколькими годами ранее её муж, Аллан Грей, покончил жизнь самоубийством после того, как она застала его за сексом с другим мужчиной. У неё была череда бессмысленных романов, призванных заглушить её горе, и вскоре она была изгнана из её родного города Лорел, штат Миссисипи, как «женщина с распущенными моральными принципами» после того, как переспала с 17-летним мальчиком.
Скрываясь за социальным снобизмом и сексуальными приличиями, Бланш — глубоко несчастная, стареющая южная красавица — живёт в состоянии непрекращающейся паники из-за своей исчезающей красоты и беспокойства по поводу того, как другие воспринимают её внешность. Она нервничает, постоянно порхает и расхаживает. Её манеры изящны и хрупки, и в её гардеробе есть эффектная, но рваная вечерняя одежда, на что прямо указано в инструкциях к сцене 10: «Она одела себя в несколько грязное и мятое белое атласное вечернее платье и пару потёртых серебряные туфель с бриллиантами на каблуках».
Её навязчивая идея — держаться подальше от прямого света, и она даже прикрывает лампочку бумажным абажуром. Она принимает ванну несколько раз в день и разбрызгивает несколько флаконов духов, общаясь со Стеллой.

## Роль в произведении
С самого начала Бланш потрясена бедным жилищем своей сестры и грубостью зятя. Уильямс показывает контраст её внешности со скромными покоями Стеллы, что предвещает её неспособность приспособиться к миру, в котором преобладают патриархальные ценности, которые представляет Стэнли. Она называет Стэнли обезьяной и стыдит Стеллу за то, что она вышла замуж за человека, такого жестокого и животного происхождения. Бланш не стесняется выражать свое презрение к Стэнли и к жизни, которую он дал её сестре, чем он гордится. Со своей стороны, Стэнли возмущается тем, что Бланш относится выражая свое превосходство, и он убежден, что она растратила часть денег Стеллы из родительского дома сестер.
Бланш начинает встречаться с другом Стэнли Гарольдом «Митчем» Митчеллом, который отличается от Стэнли вежливостью и порядочностью, и видит в нём шанс на счастье. Однако эта надежда рушится, когда Стэнли узнает о прошлом Бланш от коммивояжера, который знал её, и раскрывает это Митчу. Митч узнает, что Бланш много раз видели в отеле с особенно плохой репутацией. Подразумевается, что она развлекала мужчин так, как не вела себя с Митчем, изображая старомодность. Он также узнает, что она не добровольно бросила работу школьной учительницы, а фактически была уволена из-за ненадлежащих отношений с несовершеннолетним учеником. После этого Митч прекращает отношения. Бланш начинает сильно пить и убегает в мир фантазий.
В ту ночь, когда у Стеллы начались схватки, Стэнли и Бланш остаются одни в квартире, и Стэнли, будучи пьяным, насилует её. Это событие вкупе с тем, что Стелла ей не верит, доводит Бланш до нервного срыва. В финальной сцене Бланш уводят в психиатрическую больницу медсестра и добросердечный врач. После непродолжительной борьбы Бланш с улыбкой соглашается, теряя всякий контакт с реальностью, обращаясь к доктору с самой известной фразой в пьесе: «Кто бы вы ни были … Я всегда зависела от доброты незнакомцев».

## Исполнители
Бланш Дюбуа несколько раз изображалась на сцене и на экране. Джессика Тэнди получила премию «Тони» за роль Бланш в оригинальной бродвейской постановке. Ута Хаген взяла на себя роль Бланш в национальном туре, которым руководил Гарольд Клерман.
Бланш также играла Вивьен Ли в лондонской сценической постановке, которую поставил её тогдашний муж Лоренс Оливье. Она исполнила роль в экранизации 1951 года. Режиссёром фильма выступил Элиа Казан, и Ли выиграла вторую премию «Оскар» за эту роль.
Таллула Бэнкхед сыграла эту роль в 1956 году. Бэнкхед, близкий друг Уильямса, был вдохновением для этой роли, и он хотел, чтобы она сыграла в ней главную роль. Однако поначалу она была не заинтересована, и продюсер думал, что она преодолеет хрупкость персонажа. Когда она сыграла эту роль в 1956 году, некоторые критики согласились, что она слишком сильна в этом, но Уильямс лично почувствовал, что она дала «великолепное изображение роли».
Бланш изображали на сцене Ким Стэнли, Энн-Маргрет, Арлетти, Кейт Бланшетт, Клэр Блум, Фэй Данауэй, Лоис Неттлтон, Джессика Лэнг (исполнившая роль в телеадаптации 1995 года), Марин Маззи, Наташа Ричардсон, Лейла Робинс, Розмари Харрис, Рэйчел Вайс, Аманда Дрю, Николь Ари Паркер, Изабель Хупперт, Гленн Клоуз, Андерсон Джиллиан и Максин Пик.
В театре имени Маяковского роль Бланш исполнила Светлана Немоляева. Премьера 30 декабря 1970 года.